# Список серий мультсериала «Гадкие американцы»
Список и краткое описание эпизодов мультсериала «Гадкие американцы» (англ. Ugly Americans). Для удобства серии сгруппированы по сезонам.

## Список серий
| Сезон | Сезон | Серий | Трансляция    | Трансляция     | Трансляция |
| Сезон | Сезон | Серий | Премьера      | Конец          |            |
| ----- | ----- | ----- | ------------- | -------------- | ---------- |
|       | 1     | 14    | 17 марта 2010 | 17 ноября 2010 |            |
|       | 2     | 17    | 30 июня 2011  | 25 апреля 2012 |            |

### Первый сезон: 2010
| # | Название                                                           | Режиссёр                      | Сценарист                     | Просмотры (В миллионах) | Дата премьеры   | Код |
| --- | ------------------------------------------------------------------ | ----------------------------- | ----------------------------- | ----------------------- | --------------- | --- |
| 1 | «Пилотная серия» Pilot                                             | Аарон Аугенблик и Люси Снидер | Дэвид М. Стерн                | 2.10                    | 17 марта 2010   | 101 |
| Начальство Марка урезало бюджет, после чего Марка понизили до «Департамента по вопросам интеграции населения», где Марк пытается найти работу иммигрантам. |                                                                    |                               |                               |                         |                 |     |
| 2 | «Американский оборотень в Америке» An American Werewolf in America | Аарон Аугенблик и Люси Снидер | Джефф Полигуин                | 1.89                    | 24 марта 2010   | 103 |
| На работу Марка добавляют ещё двоих: оборотня и его жертву. Тем временем Рэндолл пытается съесть пальцы Марка. Леонард решил устроить шоу получше, чем у его брата. За то, что Марк поможет Леонарду, тот дарит Марку день бессмертия. На представлении Леонарда тот убивает Марка. Марк попадает в междумирье, где один из работников, показывает Марку, что случилось после его смерти.                                                                                 |                                                                    |                               |                               |                         |                 |     |
| 3 | «Демонический ребёнок» Demon Baby                                  | Аарон Аугенблик и Люси Снидер | Дэвид М. Стерн                | 1.88                    | 31 марта 2010   | 102 |
| После того, как Марк отдал демонического ребёнка-сироту в детский дом, Келли захотела его усыновить. Тем временем Марк начал учить Твэйна разговаривать с Келли, чтобы та смогла усыновить демонического ребёнка. |                                                                    |                               |                               |                         |                 |     |
| 4 | «Блоб получает работу» Blob Gets Job                               | Аарон Аугенблик и Люси Снидер | Кевин Шиник                   | 1.36                    | 7 апреля 2010   | 104 |
| Оставаясь с родителями Рэндалла в Нью-Джерси (после того, как его отец боролся на гражданской войне людей против зомби), Марк случайно говорит, что Рэндэлл — зомби. Леонард пытается идентифицировать странное новое существо, которое, оказывается, трудно разместить на работу. |                                                                    |                               |                               |                         |                 |     |
| 5 | «Древооргазм» Treegasm                                             | Аарон Аугенблик и Люси Снидер | Дэниел Пауэл и Грег Уайт      | 2.05                    | 14 апреля 2010  | 106 |
| Марк встречает древотных, которые, как ожидается, будут участвовать в общественном ритуале спаривания под названием Древооргазм. Тем временем сбрасывающая свою кожу Келли требует секса, чтобы смягчить боль от смены кожи, и Рэндал теряет член после посещения кинотеатра. |                                                                    |                               |                               |                         |                 |     |
| 6 | «Так, что, ты хочешь быть вампиром?» So, You Want to be a Vampire? | Дэвид Крарк и Люси Снидер     | Аарон Блитзстейн              | 1.97                    | 21 апреля 2010  | 105 |
| Марк встречает женщину, которая хочет стать вампиром как её друг (пародия на Сумерки). Фрэнк и его команда должны взять умение владеть собой при помощи Леонарда, который заканчивает тем, что забыл об инструкции и охотится на вампиров Граймсом и его командой. Тем временем люди города (включая Фрэнка) сокрушаются странной болезнью под названием «Болезнь Ларри», инфекционное заболевание, которое преобразовывает жителей города Нью Йорк в клонов Ларри Кинга. |                                                                    |                               |                               |                         |                 |     |
| 7 | «Голубой Кинг Конг» Kong of Queens                                 | Дэвид Крарк и Люси Снидер     | Джефф Полигуин                | 2.18                    | 28 апреля 2010  | 107 |
| После того, как сокращение бюджета угрожает программе, Марк изо всех сил пытается найти работу гигантской горилле и настаивает, чтобы та чистила небоскрёбы. Тем временем Келли пытается сопротивляться своему внезапному влечению к Твейну, а Рэндэлл теряет нижнюю часть тела из-за несчастного случая с автобусом. |                                                                    |                               |                               |                         |                 |     |
| 8 | «Лучшее из нежети» Better Off Undead                               | Дэвид Кларк                   | Дэниел Пауэл и Грег Уайт      | 1.74                    | 6 октября 2010  | 108 |
| Рэндэлл не считает себя таким же зомби как остальные. Рэндэлл решает присоединиться к культу зомби. Чтобы преобладать навязчивую идею Рэндалла с Кристалл, Леонард превращает Марка в Кристалл. |                                                                    |                               |                               |                         |                 |     |
| 9 | «Убей, Марк... Убей!» Kill, Mark... Kill!                          | Дэвид Кларк                   | Билл Кребс                    | 1.75                    | 13 октября 2010 | 111 |
| Марк сталкивается с проблемой, когда он случайно ломает волшебную палочку Леонарда. Тем временем Твейн полагает, что встретил своего задушевного друга, который является злой стороной Леонарда и оба они решают повторно убить зомби Авраама Линкольна. |                                                                    |                               |                               |                         |                 |     |
| 10 | «Сделка с дьяволом» Sympathy for the Devil                         | Дэвид Кларк                   | Дэниел Пауэл и Дэвид М. Стерн | 1.71                    | 20 октября 2010 | 109 |
| Твейн вынужден вынести серию трудных последствий, когда он решает заключить ужасающее соглашение относительно души местного политического деятеля. |                                                                    |                               |                               |                         |                 |     |
| 11 | «Праздники в аду» Hell for the Holidays                            | Дэвид Кларк                   | Дэвид М. Стерн                | 1.49                    | 27 октября 2010 | 112 |
| 12 | «Троллинг для ужаса» Trolling for Terror                           | Дэвид Кларк                   | Дэниел Пауэл                  | 1.60                    | 3 ноября 2010   | 113 |
| 13 | «Душесос» Soul Sucker                                              | Дэвид Кларк                   | Эрик Ритчер                   | 1.42                    | 10 ноября 2010  | 110 |
| 14 | «Человекоптицы» The Manbirds                                       | Дэвид Кларк                   | Мик Келли                     | 1.42                    | 17 ноября 2010  | 114 |

### Второй сезон: 2011
Первые 10 серий сезона вышли летом 2011 года, последние 7 серий сезона вышли весной 2012 года.
| #  | Название                                                | Режиссёр                           | Сценарист                  | Просмотры (В миллионах) | Дата премьеры   | Код |
| -- | ------------------------------------------------------- | ---------------------------------- | -------------------------- | ----------------------- | --------------- | --- |
| 15 | «Потно-жаркое демоническое лето» Wet Hot Demonic Summer | Аарон Аугенблик                    | Дэниел Пауэл               | 1.14                    | 30 июня 2011    | 203 |
| 16 | «Келли и её сестра» Callie and Her Sister               | Ричард Ферджусон-Хулл, Дэвин Кларк | Мик Келли                  | 0.98                    | 7 июля 2011     | 202 |
| 17 | «Отправь меня в ад» Ride Me to Hell                     | Аарон Аугенблик, Дэвин Кларк       | Майкл Роу                  | 0.81                    | 14 июля 2011    | 205 |
| 18 | «Универсальный солдат Твейн» G. I. Twayne               | Аарон Аугенблик, Дэвин Кларк       | Джефф Полигуин             | 0.85                    | 21 июля 2011    | 201 |
| 19 | «Кольцо силы» The Ring of Powers                        | Ричард Ферджусон-Хулл, Дэвин Кларк | Грег Вайт                  | 0.87                    | 28 июля 2011    | 206 |
| 20 | «Атака клона Марка» Attack of Mark's Clone              | Ричард Ферджусон-Хулл, Дэвин Кларк | Адам Штейн, Дэвид М. Стерн | 0.73                    | 4 августа 2011  | 208 |
| 21 | «Уэйлл-стрит» Wail Street                               | Аарон Аугенблик, Дэвин Кларк       | Дэниел Пауэл               | 0.89                    | 11 августа 2011 | 207 |
| 22 | «Мальенький корабль ужасов» Little Ship of Horrors      | Аарон Аугенблик, Дэвин Кларк       | Мик Келли                  | 0.78                    | 18 августа 2011 | 209 |
| 23 | «Лилли и зверь» Lilly and the Beast                     | Аарон Аугенблик, Дэвин Кларк       | Билл Кребс                 | 0.82                    | 25 августа 2011 | 212 |
| 24 | «Самая лучшая мумия» Mummy Dearest                      | Ричард Ферджусон-Хулл, Дэвин Кларк | Джефф Полигуин             | 0.86                    | 1 сентября 2011 | 210 |